# Куэлебре
Согласно астурийской мифологии, куэле́бре (Cuélebre или Culebre) — громкошипящий ядовитодышащий змей с крыльями летучей мыши, устраивающий себе логова под землёй или в пещерах. В них он стережёт пленных нимф (ксана). Куэлебре обычно неподвижны и сдвигаются с места только ради охоты на людей и скот. Слюна куэлебре обращается в целительный волшебный камень. Некоторые легенды связывают куэлебре с сокровищами мавров.
Астурийская легенда говорит о прекрасной гордой деве, днями расчёсывавшей волосы у фонтана и превращённой нимфой в куэлебре за потревоженные воды. Нимфа сказала, что заклятье спадёт, если найдётся достаточно храбрый и чистый рыцарь. Чудовище устроило себе логово у побережья.
Иногда куэлебре образовывают шар, чаще всего по семь змей.

## Этимология
Испанские слова «Cuélebre» и «Culebre» происходят от латинского «colubra» (змея, червь).

## Рост
Куэлебре бессмертны и со временем лишь растут; со временем они должны покинуть Астурию и улететь в Мар Куахада, заморский рай. Одна из легенд гласит о летающем куэлебре, застрявшем в древесных ветвях по пути к морю. После многих дней он умер от голода.
Согласно другим легендам, старых куэлебре не принимают ни реки, ни земля, и они уходят на дно морское.

## Особые дни
В ночь Иванова дня храбрый человек имеет шанс сразить куэлебре, чьи заклинания в это время утрачивают силу, заполучить его сокровища и жениться на освобождённой нимфе. Но в некоторых местах Кантабрии верят, что в Варфоломеевскую ночь сила змея возрастает, и он отыгрывается на людях.

## След втопонимике
Куэлебре оставили свой след в астурийский географии и дали названия пещере, источнику, роще и горному проходу Бранья-де-Вальдекуэлебре (Braña de Valdecuélebre). Одна из распространённых легенд гласила, что большой дракон тревожил монастырь Санто-Доминго. Монастырь в Овьедо страдал от нападений дракона-людоеда, пока один из монахов не придумал хитрость и не оставил в логове хлеб, наполненный иглами.

## След вархитектуре
Куэлебре изображались на зданиях вроде Овьедосского собора, церквей Санта-Мария-де-Сельон, Сан-Эмеретио де Сиэтес и других с XVI в.